# 2006년 코먼웰스 게임
2006년 커먼웰스 게임(영어: 2006 Commonwealth Games), 제18회 커먼웰스 게임(영어: XVIII Commonwealth Games), 멜버른 2006(영어: Melbourne 2006)은 영국 연방 회원국끼리 겨루는 국제 스포츠 대회이다. 2006년 3월 15일 오스트레일리아 멜버른에서 개막하였으며, 3월 26일까지 경기가 이루어졌다. 이는 또한 경쟁하는 팀 수, 경쟁하는 선수 수, 개최되는 이벤트 측면에서 1956년 하계 올림픽을 능가하는 멜버른에서 개최된 최대 규모의 스포츠 행사였다.
이번 대회에는 71개 영연방 게임 협회 소속 선수 4,000명 이상이 참가했다. 짐바브웨는 2003년 12월 8일 영연방 및 영연방 게임 연맹 에서 탈퇴하여 대회에 참가하지 않았다. 245개의 메달 세트로 구성된 이 게임에는 17개의 영연방 스포츠가 포함되었다. 이러한 스포츠 행사는 개최 도시의 13개 경기장, 베딩고의 2개 경기장, 밸러랫, 질롱, 리스터필드 파크, 트라랄곤 의 각 1개 경기장에서 열렸다.
영연방 게임 역사상 처음으로 여왕의 배턴은 대회에 참가하는 모든 영연방 국가와 영토를 방문했다. km(112,500마일). 릴레이는 빅토리아 주지사이자 전 영연방 게임 메달리스트인 존 랜디 (John Landy)가 개막식 동안 멜버른 크리켓 경기장에서 여왕 폐하에게 배턴을 전달하면서 끝났다.
1. ↑  “Melbourne 2006”. 《Commonwealth Games Federation》 (영어). 2018년 4월 7일에 원본 문서에서 보존된 문서. 2018년 5월 1일에 확인함.
2. ↑  La Guardia, Anton (2003년 12월 8일). “Zimbabwe quits Commonwealth over suspension”. 《Daily Telegraph》 (영국 영어). ISSN 0307-1235. 2022년 1월 12일에 원본 문서에서 보존된 문서. 2018년 5월 1일에 확인함.
3. ↑  “M2006 > Sports and Venues > Venue Statistics”. 《m2006.thecgf.com》. 2017년 7월 6일에 원본 문서에서 보존된 문서. 2018년 5월 1일에 확인함.
4. ↑  “M2006 > Queen's Baton Relay”. 《qbr.m2006.thecgf.com》 (영어). 2018년 5월 15일에 원본 문서에서 보존된 문서. 2018년 5월 1일에 확인함.